# زوغ (سويسرا)
زوغ (بالفرنسية: Zug) هي بلدية وعاصمة لكانتون تسوغ في سويسرا.

## المدن التوأمة
لـ زوغ اتفاقيات توأمة مع:
- Fürstenfeld ،  النمسا

## أعلام
- كلود دورنير
- ليونيل دوناتو
- كريستوف شميد
- هانس هورليمان
- توماس هورليمان
- جانيت مارتي
- دين ديكسون
- أرنولد هوتينغر
- باتريك فيشر